# سلطان البلوي
سلطان البلوي لاعب كرة قدم سعودي .
لعب سابقاً لأندية الوطني و الصقور و التعاون .